# Whittaker Chambers
Whittaker Chambers (1 de abril de 1901-9 de julio de 1961), de verdadero nombre Jay Vivian Chambers, también conocido como David Whittaker Chambers, fue un escritor y editor estadounidense. Después de sus primeros años como miembro del Partido Comunista de los Estados Unidos. y espía soviético renunció al comunismo, se convirtió en un abierto opositor a los soviets y testificó en el juicio por perjurio y espionaje de Alger Hiss. Describió ambos asuntos en su libro El testigo, publicado en 1952.

## Juventud y educación
Chambers nació en Filadelfia, Pensilvania, y pasó su infancia en Brooklyn. Su familia se trasladó a Lynbrook, Long Island, Nueva York, en 1904, donde creció y asistió a la escuela. Sus padres eran Jay Chambers y Laha Whittaker. Chambers describió su infancia como problemática, debido a la separación de sus padres y a la necesidad de cuidar a su abuela, enferma mental. El hermano de Chambers se suicidó poco después de abandonar su primer año de universidad. Chambers menciona la vida turbulenta de su hermano y su suicidio como una de las muchas razones por las que se sintió atraído por el comunismo desde joven.Chambers, Whittaker (1952). 
Después de graduarse en la South Side High School, en el vecino Rockville Centre, en 1919, Chambers trabajó en diversos puestos de trabajo antes de asistir al Williams College, en 1920. Más tarde se matriculó como estudiante en las clases diurnas de la Universidad de Columbia.Chambers, Whittaker (1952). </ref> En Columbia sus compañeros de estudios incluidos Meyer Schapiro, Louis Zukofsky, Clifton Fadiman, John Gassner, Lionel Trilling (quien más tarde le lo haría protagonista de su novela The Middle of the Journey), y Guy Endore. En el ambiente intelectual de Columbia ganó amigos y respeto. Sus profesores y compañeros de estudios le encontraron un escritor talentoso y creían que podría llegar a ser un poeta o novelista importante.
Al principio de su segundo año, Chambers escribió una obra llamada A Play for Puppets para la revista literaria The Morningside, de la Universidad de Columbia, que él editaba. La obra fue considerada blasfema por muchos estudiantes y administradores y la controversia se extendió a los periódicos de Nueva York. Más tarde, la obra sería utilizada contra Chambers durante su testimonio en contra de Alger Hiss. Descorazonado por la controversia, Chambers dejó Columbia en 1925.Chambers, Whittaker (1952). </ref> En Columbia Chambers también conoció a Isaiah Oggins, que había entrado secretamente al servicio de los soviéticos unos años antes; la esposa Chambers, Esther Shemitz Chambers, conocía a la esposa de Oggins, Nerma Berman Oggins, de la Rand School of Social Science, de la International Ladies' Garment Workers' Union y del The World Tomorrow: “un periódico dirigido a conseguir un mundo cristiano”.

## Vida privada
En 1930 o 1931, [8] Chambers se casó con la joven artista Esther Shemitz (1900-1986).Chambers, Whittaker (1952). </ref> Shemitz, que había estudiado en la Liga de estudiantes de arte de Nueva York y ella misma se había integrado en los círculos intelectuales de la Ciudad de Nueva York, involucró a Chambers en la huelga de la industria textil de Passaic (Nueva Jersey) de 1926. A continuación iniciaron un noviazgo tormentoso que se enfrentó a la hostilidad de sus camaradas. Chambers trepó por la ventana a las cinco de la mañana para pedir la mano de Esther. Shemitz lo identificó como "un pacifista más bien que un revolucionario". En la década de 1920, trabajó para la The World Tomorrow, una revista pacifista.Chambers, Whittaker (1952). </ref>
La pareja tuvo dos hijos, un chico, John, y una chica, Ellen, durante los años 1930. Ellen tuvo dos hijos, Steve y John. La dirección comunista había exigido a la familia que abortara del primer embarazo, pero Chambers se negó en secreto. Su decisión marcó un punto de inflexión en su progresiva desilusión del comunismo. Consideraba el nacimiento de su primer hijo como "la cosa más milagrosa que nunca había sucedido en mi vida". 
Chambers, Whittaker (1952). </ref>
En una carta a J. Edgar Hoover, Chambers escribió que tuvo numerosas relaciones homosexuales durante la década de 1930, a partir de 1933. Dice que sus frecuentes viajes le dieron la oportunidad de "cancanear", especialmente en Nueva York y Washington D. C. [12] Insistió en que mantuvo estas actividades en secreto para todos, incluidos sus referentes comunistas y sus camaradas, dadas sus negativas actitudes hacia la homosexualidad. Chambers mantuvo también relaciones heterosexuales.
Chambers contó al FBI que renunció a estas prácticas en 1938, cuando abandonó el ambiente clandestino comunista. Atribuyó este cambio de sentimientos a su redescubierto cristianismo. Las confesiones de Chambers dieron lugar a una respuesta hostil, dadas las fuertes actitudes sociales contra los homosexuales en 1949.

## Comunismo y espionaje
En 1924, Chambers leyó las obras soviéticas de Vladimir Lenin y se sintió profundamente impresionado por ellas. Allí creyó entender la naturaleza disfuncional de su familia, escribió, como "una miniatura de toda la crisis de la clase media"; un malestar del cual el comunismo prometía la liberación. El biógrafo de Chambers, Sam Tanenhaus, escribió que el autoritarismo de Lenin era "precisamente lo que atraía a Chambers... Había encontrado al fin su iglesia"; así se hizo marxista. En 1925 Chambers se unió al Partido Comunista de los Estados Unidos (CPUSA, conocido entonces como Partido de los Trabajadores de América). Chambers escribió y editó publicaciones comunistas, entre ellas el diario The Daily Worker y la nueva revista The New Masses. Combinando sus talentos literarios con su devoción por el comunismo, Chambers escribió cuatro cuentos en 1931 sobre las dificultades del proletariado y la rebelión, incluyendo Can You Make Out Their Voices?, considerado por la crítica como una de las mejores piezas de ficción del movimiento comunista estadounidense. Hallie Flanagan coadaptó y produjo como una pieza teatral titulada Can You Hear Their Voices? (ver abajo los escritos por Chambers), estrenada en todos Estados Unidos y en muchos otros países. Chambers también trabajó como traductor durante este período; entre sus obras figuran la versión en inglés de la novela de Felix Salten, de 1923, Bambi, una vida en el bosque.

### Harold Ware
Chambers fue reclutado para unirse a una "red comunista clandestina" y comenzó su carrera como espía trabajando para el aparato de GRU (Glávnoe Razvédyvatelnoe Upravlénie, en ruso: Главное разведывательное управление, Departamento Central de Inteligencia de Ejército Rojo) encabezado por Alexander Ulanovsky (AKA Ulrich). Más tarde su principal controlador en el trabajo clandestino fue Josef Peters (a quien el secretario general PCEUA, Earl Browder, reemplazó más tarde por Rudy Baker). Chambers afirmó que Peters le presentó a Harold Ware (aunque más tarde negó que hubiera conocido a Ware), y que él era el jefe de una célula comunista clandestina en Washington que, al parecer, incluía a:

- Henry Collins, empleado en la National Recovery Administration y posteriormente en la Agricultural Adjustment Administration (AAA).
- Lee Pressman, consejero general adjunto de la AAA.
- Alger Hiss, abogado de la AAA y del Comité Nye (Special Committee on Investigation of the Munitions Industry); más tarde, en 1936, se trasladó al Departamento de Estado, donde se convirtió en un personaje cada vez más importante.
- John Abt, director de lo Contencioso de la AAA entre 1933 y 1935, consejero ayudante general de la Works Progress Administration en 1935, abogado jefe del senador Robert La Follette Jr. en el La Follette Civil Liberties Committee, entre 1.936 y 1.937, y asistente especial del fiscal general de los Estados Unidos en 1937 y 1938.
- Charles Kramer, empleado en la National Labor Relations Board (NLRB).
- Nathan Witt, empleado en la AAA; más tarde trasladado a la NLRB. • George Silverman, empleado en la Railroad Retirement Board, que más tarde trabajó con el Federal Coordinator of Transport y la Labor Advisory Board of the National Recovery Administration.
- Marion Bachrach, hermana de John Abt; directora de la oficina del representante John Bernard del Minnesota Farmer-Labor Party.
- John Herrmann, escritor; asistente de Harold Ware; empleado en la AAA; mensajero y fotógrafo de documentos del grupo Ware (organización encubierta del Partido Comunista de EE. UU.); puso en contacto a Chambers y Hiss.
- Nathaniel Weyl, escritor; más tarde desertor del comunismo que declaró contra miembros del partido.
- Donald Hiss, hermano de Alger Hiss; empleado en el Departamento de Estado.
- Víctor Perlo, jefe de la Sección de Aviación de la Junta de Producción de Guerra, que más tarde se unió a la Office of Price Administration del Departamento de Comercio y a la Division of Monetary Research del Departamento del Tesoro.

Aparte de Marion Bachrach, estas personas eran todos miembros de la nueva administración de Franklin D. Roosevelt ligada al New Deal. Chambers trabajó en Washington como organizador de los comunistas de la ciudad y como mensajero entre Nueva York y Washington llevado los documentos robados que se entregaban a Boris Bykov, jefe del aparato del GRU.

### Otras relaciones clandestinas
Usando el nombre en clave de "Karl" o "Carl", Chambers sirvió a mediados de los años 1930 como correo entre diversas fuentes encubiertas y la inteligencia soviética. Además de los mencionados como pertenecientes al grupo Ware, otras fuentes, distintas de Chambers, mencionan a los siguientes:
- Noel Field, empleado en el Departamento de Estado.
- Harold Glasser, director adjunto de la Division of Monetary Research del Departamento del Tesoro de los Estados Unidos.
- Ward Pigman, empleado del National Bureau of Standards del Labor and Public Welfare Committee del Senado de los Estados Unidos.
- Vicente Reno, matemático en el campo de pruebas del Ejército de EE. UU. en Aberdeen, Maryland.
- Julian Wadleigh, economista del Departamento de Agricultura y, posteriormente, de la sección de Acuerdos Comerciales del Departamento de Estado de los Estados Unidos.
- Harry Dexter White, director de la Division of Monetary Research en la Secretaría del Tesoro.

## Deserción
Chambers continuó sus actividades de espionaje desde 1932 hasta 1937 o 1938, incluso cuando ya su fe en el comunismo se iba desvaneciendo. Su ansiedad creció cuando comenzó la Gran Purga de Stalin en 1936 y temió por su vida, después de recibir noticias del asesinato en Suiza de Ignatz Reiss, un espía soviético de alto rango que había roto con Stalin, así como de la desaparición de su amiga y cómplice estadounidense Julieta Poyntz, en Nueva York. Poyntz había desaparecido en 1937, poco después de haber estado en Moscú y haber regresado desilusionada del comunismo debido a las purgas estalinistas.

Chambers desatendió varias órdenes de viajar a Moscú, temiendo ser "purgado". También comenzó a ocultar algunos de los documentos recibía de sus fuentes. Planeaba usarlos, junto con varios rollos de microfilmes de documentos, como un "salvavidas" para evitar que los soviéticos los mataran, a él o a su familia. 
Chambers, Whittaker (1952). 
En 1938, rompió con el comunismo y pasó con su familia a la clandestinidad, ocultando la documentación "salvavidas" en la casa de su sobrino y en la de sus padres. Inicialmente no tenía planes para dar información sobre sus actividades de espionaje al gobierno de Estados Unidos. Sus contactos espías eran sus amigos y no tenía ningún deseo de denunciarlos.
Chambers, Whittaker (1952). </ref>

### Entrevista con Adolf Berle
El pacto Hitler-Stalin en agosto de 1939 indujo a Chambers a actuar contra la Unión Soviética. En septiembre de 1939, a instancias del, periodista anticomunista de origen ruso Isaac Don Levine, Chambers y Levine se reunieron con el Subsecretario de Estado, Adolf Berle. Levine presentó Chambers a Walter Krivitsky, que ya estaba informando a las autoridades estadounidenses y británicas sobre agentes soviéticos que ocupaban cargos en los respectivos gobiernos. Krivitsky dijo a Chambers que era su deber informar. Chambers accedió a revelar lo que sabía a cambio de inmunidad judicial. Durante el encuentro, que tuvo lugar en la casa de Berle, Woodley Mansion, en Washington, Chambers nombró a 18 empleados del gobierno, en ese momento o anteriormente, como espías o simpatizantes comunistas. Muchas de las personas mencionadas ostentaban puestos relativamente menores o ya estaban bajo sospecha. Algunos, sin embargo, fueron más importantes y sorprendente: Alger Hiss, su hermano Donald Hiss y Laurence Duggan, que eran todos respetados funcionarios de nivel medio en el Departamento de Estado y Lauchlin Currie, asistente especial de Franklin Roosevelt. Otra persona mencionada había trabajado en un proyecto altamente secreto de visor de bombardeo en el polígono de pruebas de Aberdeen.
Berle juzgó que la información de Chambers era de tanteo, poco clara y no corroborada. Trasladó la información a la Casa Blanca, pero el presidente la desestimó, a lo que Berle hizo poca o ninguna objeción. Berle conservó sus notas, que más tarde sirvieron como pruebas durante los juicios de perjurio contra Hiss. 

Berle notificó a la Oficina Federal de Investigaciones (FBI) la información de Chambers en marzo de 1940. En febrero de 1941, Krivitsky fue encontrado muerto en su habitación de hotel. Aunque la policía decidió que la muerte fue un suicidio, se especuló mucho acerca de que Krivitsky había sido asesinado por la inteligencia soviética. Preocupado porque los soviéticos pudieran tratar de matar a Chambers también, Berle informó de nuevo al FBI sobre su entrevista con Chambers. Sin embargo el FBI no tomó ninguna medida inmediata, de acuerdo con la orientación política de los Estados Unidos, que consideraba la posible amenaza por parte de la URSS como algo menor en comparación con la de la Alemania nazi. 
El FBI interrogó a Chambers en mayo de 1942 y en junio de 1945, sin tomar ninguna medida adicional. Solo en noviembre de 1945, cuando Elizabeth Bentley desertó y corroboró mucho de lo dicho por Chambers, comenzó el FBI a tomarse a Chambers en serio.

### Revista Time
Por la época de la reunión con Berle, Chambers había abandonado su escondite desde hacía un año y se había integrado en la plantilla de la revista Time (abril de 1939). Se estrenó con un artículo de portada acerca del último libro de James Joyce, Finnegans Wake. Empezó escribiendo en la última parte de la revista, reseñando libros y películas con James Agee y, luego, con Calvin Fixx. Cuando Fixx murió, en octubre de 1942, Wilder Hobson le sucedió como editor ayudante de Chambers en Arts & Entertainment. Otros escritores que trabajan para Chambers en esa sección eran el novelista Nigel Dennis, Harvey Breit, futuro editor de The New York Times Book Review y los poetas Howard Moss y Weldon Kees. Durante este tiempo se produjeron enfrentamientos entre algunos de ellos, como Theodore H. White y Richard Lauterbach, que elevaron críticas contra lo que entendieron como el elitismo, la corrupción y la ineptitud del régimen de Chiang Kai-shek, en China, y abogaron por una mayor cooperación con el Ejército Rojo de Mao, en la lucha contra el imperialismo japonés, y Chambers y otros como Willi Schlamm, que mantenían una perspectiva incondicionalmente anticomunista a favor Chiang (más tarde ambos se unieron a la junta editorial fundadora de la National Review, de William F. Buckley Jr.). Henry R. Luce, fundador de Time, que había crecido en China y era amigo personal de Chiang y su esposa, se puso enteramente de parte de Chambers, hasta el punto de que White se quejó de que sus historias eran censuradas, e incluso suprimidas en su totalidad, y abandonó Time poco después de la guerra a consecuencia de ello. Con la bendición de Luce, Chambers fue promovido a editor principal en septiembre de 1943 y en diciembre se convirtió en miembro del "Senior Group" de Time, que determinaba la política editorial.
A principios de 1948 Chambers se había convertido en uno de los escritores y editores más conocidos de Time. Primero fue su comentario mordaz "The Ghosts on the Roof" (Los fantasmas en el tejado), el 5 de marzo de 1945, a la Conferencia de Yalta, en la que participó Hiss. Posteriores ensayos de portada trazaron los perfiles de Marian Anderson, Arnold J. Toynbee, Rebecca West y Reinhold Niebuhr. El artículo de portada sobre Marian Anderson, el 30 de diciembre de 1946, se hizo tan popular que la revista rompió su regla de no atribución, en respuesta a cartas de los lectores:
La mayoría de las historias de portada de Time son escritos y editados por el personal habitual de la sección en la que aparecen. Ciertos artículos de portada, que presentan dificultades especiales o requieren de una habilidad literaria especial, son escritos por el redactor principal Whittaker Chambers. 

  Chambers estaba en la cúspide de su carrera, cuando ese mismo año estalló el caso Hiss.
Durante este período, Chambers y su familia se convirtieron en cuáqueros, acudiendo regularmente a la Pipe Creek Friends Meetinghouse, cerca de su granja de Maryland. 

## El caso Hiss
El 3 de agosto de 1948 Chambers fue convocado a testificar ante el Comité de Actividades Antiamericanas (HUAC). Allí dio los nombres de las personas que, según dijo, formaban parte del clandestino "grupo Ware" a finales de los años 1930, incluyendo a Alger Hiss. Por lo tanto mencionó, una vez más, el nombre de Hiss como miembro del Partido Comunista, pero todavía no hizo ninguna acusación de espionaje. En las sesiones posteriores del HUAC, cuando Hiss testificó negó inicialmente que conociera a alguien llamado Chambers, pero al verlo en persona, y cuando ya se hizo evidente que Chambers conocía detalles sobre la vida de Hiss, dijo que había conocido Chambers bajo el nombre "George Crosley". Sin embargo Hiss negó que alguna vez hubiera sido comunista. Como Chambers aún no había presentado pruebas, el comité se inclinó, en un primer momento, a aceptar la palabra de Hiss al respecto. Sin embargo, el miembro del comité Richard Nixon recibió información secreta del FBI que le llevó a proseguir la investigación. Cuando el HUAC dio a conocer su informe, se refirió al testimonio de Hiss como "vago y evasivos".

### "Pista falsa"
El presidente Harry S. Truman, muy molesto con la idea de que el hombre que había presidido la Conferencia de la Carta de las Naciones Unidas era un comunista, desestimó el caso como una "pista falsa". En la atmósfera de creciente anticomunismo, que más tarde llegaría a denominarse macartismo, muchos conservadores vieron el caso Hiss como emblemático del descuido de los demócratas con respecto al peligro de infiltración comunista en el Departamento de Estado. Muchos izquierdistas, por su parte, vieron el caso Hiss como parte de los desesperados intentos del Partido Republicano para recuperar la presidencia, después de haber estado fuera del poder durante 16 años. Truman por su parte emitió en 1947 la Orden Ejecutiva 9835, que inició el programa de revisión de la lealtad de los empleados federales.

### "Los papeles de la calabaza"
Hiss presentó una demanda por difamación contra Chambers por 75.000 dólares, el 8 de octubre de 1948. Bajo la presión de los abogados de Hiss, Chambers finalmente recuperó su colección de pruebas y las presentó al HUAC después ser convodado. Contenían cuatro notas con las letras de Alger Hiss, sesenta y cinco copias mecanografiadas de documentos del Departamento de Estado y cinco tiras de microfilm, algunos de los cuales contenían fotografías de documentos del Departamento de Estado. La prensa llegó a llamar a estos los "papeles de la calabaza", en referencia al hecho de que Chambers había ocultado por un tiempo los microfilms en una calabaza ahuecada. Estos documentos indicaban que Hiss mantenía relación con Chambers mucho después de mediados de 1936, cuando Hiss dijo que se habían entrevistado con "Crosley" por última vez, y también que Hiss había involucrado a Chambers en el espionaje. Chambers explicó su retraso en la entrega de esta evidencia como un esfuerzo para salvar a un viejo amigo de más problemas de los necesarios. Hasta octubre de 1948, Chambers habían declarado en repetidas ocasiones que Hiss no estaba involucrado en labores de espionaje, incluso cuando Chambers testificó bajo juramento. Chambers se vio obligado a confesar, durante los juicios de Hiss, que había cometido perjurio en varias ocasiones, lo que redujo su credibilidad a los ojos de sus críticos.
Se cree que los cinco rollos de película de 35 mm, conocidos como los "papeles de la calabaza" se mantuvieron clasificados como secreto, en los archivos del HUAC, hasta finales de 1974. El investigador independiente Stephen W. Salant, economista de la Universidad de Míchigan, demandó al Departamento de Justicia en 1975, cuando se rechazó su solicitud de acceso a los mismos en virtud de la Ley de Libertad de Prensa. El 31 de julio de 1975, como resultado de esta demanda y de otras demandas presentadas a continuación presentado por Peter Irons, por Alger Hiss y por William Reuben, el Departamento de Justicia entregó copias de los "papeles de la calabaza" que se habían utilizado para implicar Hiss. Un rollo de película resultó estar totalmente velado, debido a sobreexposición, otros dos son copias difícilmente legibles de documentos no clasificados del Departamento de la Marina de guerra, relacionados con temas tales como balsas salvavidas y extintores de incendios, y los dos restantes son fotografías de documentos del Departamento de Estado presentados por la acusación, en los dos juicios contra Hiss, referidos a las relaciones entre los Estados Unidos y Alemania a finales de los años 1930. 

Esta historia, sin embargo, según las informaciones del New York Times de 1970, contiene solo una verdad parcial. El rollo en blanco había sido mencionado por Chambers en su libro autobiográfico “Testigo”. Pero además de los inocuos informes agrícolas, etc., los documentos fotografiados en las otras partes de los microfilmes "de la calabaza" también incluían "memorandos confidenciales enviados desde las embajadas en el extranjero a personal diplomático en Washington D.C.". [33] Y lo que es peor, esas notas habían sido originalmente transmitidas en código, con lo que, gracias a la supuesta posesión, por parte de los soviéticos, de los originales codificados y las traducciones remitidas por Hiss, los rusos habrían podido, a partir de ese momento, traducir fácilmente cualquier documento codificado. 

### Perjurio
Hiss no podía ser juzgado por espionaje en ese momento, porque las evidencias indicaban que el supuesto delito se había producido más de diez años antes, y el delito de espionaje prescribía a los cinco años. A cambio Hiss fue acusado de dos cargos de perjurio, relacionados con el testimonio que había dado ante un gran jurado federal el mes de diciembre anterior. Allí negó que hubiera entregado documentos a Whittaker Chambers, y testificó que no había visto a Chambers después de mediados de 1936.
Hiss fue juzgado dos veces por perjurio. El primer juicio, en junio de 1949, terminó con el jurado en un punto muerto de ocho a cuatro a favor de la condena. Además del testimonio de Chambers, un experto gubernamental declaró que otros papeles, escritos a en una máquina perteneciente a la familia de Hiss, coincidían con los papeles secretos entregados por Chambers. Una impresionante cantidad de testigos importantes compareció a favor de Hiss: dos jueces de la Corte Suprema de los Estados Unidos, Felix Frankfurter y Stanley Reed, el excandidato presidencial demócrata John W. Davis y el futuro candidato presidencial demócrata Adlai Stevenson. Chambers, por su parte, fue atacado por los abogados de Hiss como "un enemigo de la República, un blasfemo contra Cristo, un incrédulo en Dios, sin ningún respeto por el matrimonio o la maternidad". En el segundo juicio, testificó en defensa del Hiss un psiquiatra que caracterizó a Chambers como una "personalidad psicopática" y un "mentiroso patológico".
El segundo juicio terminó en enero de 1950 y Hiss declarado culpable de los dos cargos de perjurio. Fue condenado a cinco años de prisión.

## Después del caso Hiss
Chambers habían dimitido de Time en diciembre de 1948. [4] Después del caso Hiss, escribió algunos artículos para las revistas Fortune, Life y Look.Chambers, Whittaker (1952). 

### Testigo
En 1952, el libro de Chambers “Testigo” fue publicado con gran éxito. El libro era una combinación de autobiografía y advertencia sobre los peligros del comunismo. Arthur Schlesinger Jr. lo calificó como "un libro convincente". Ronald Reagan manifestó que inspiró su transformación de un demócrata New Deal a un republicano conservador. “Testigo” fue un superventas durante más de un año [39] y ayudó a Chambers a pagar las deudas a sus abogados, aunque las facturas siguieron persiguiéndolo: "como a Odiseo acosado por un fantasma".

### En la National Review
En 1955, William F. Buckley Jr. fundó la revista National Review y Chambers trabajó como redactor jefe, publicando artículos en ella durante poco más de un año y medio (de octubre de 1957 a junio de 1959). El artículo más citado hasta la fecha [42] [43] [44] [45] [46] fue una crítica mordaz de Atlas Shrugged, de Ayn Rand: "La hermana mayor te está mirando". [47] [48] [49]
En 1959, después de dimitir de la National Review, Chambers y su esposa viajaron a Europa. lo más destacado del viaje fue una reunión con Arthur Koestler y Margarete Buber-Neumann en la casa de Koestler en Austria.  Ese otoño retomó sus estudios en el Western Maryland College (luego McDaniel College) en Westminster, Maryland.

## Muerte
Chambers murió de un ataque al corazón el 9 de julio de 1961, en su granja de 300 acres de Westminster, Maryland. Padecía angina de pecho desde la edad de 38 años y había tenido varios ataques cardíacos previos.
Su segundo libro de memorias, Cold Friday, se publicó póstumamente en 1964 gracias a Duncan Norton-Taylor. El libro predijo proféticamente que la caída del comunismo se iniciaría en los estados satélites que rodeaban a la Unión Soviética en Europa del Este. Una colección de su correspondencia con William F. Buckley Jr., “Odyssey of a Friend”, se publicó en 1968; una colección de sus artículos periodísticos, incluyendo varios escritos para la National Review, fue publicada en 1989 con el título de “Ghosts on the Roof: Selected Journalism of Whittaker Chambers”.

### Legado
El libro de Chambers “Testigo” está en las listas de lectura de la Heritage Foundation, The Weekly Standard, The Leadership Institute y el Russell Kirk Center for Cultural Renewal. Ha sido citado repetidamente por escritores conservadores como el presidente de Heritage, Edwin Feulner.
En 1984 el presidente Ronald Reagan le concedió a Chambers la Medalla Presidencial de la Libertad a título póstumo, por su contribución a la "lucha épica del siglo XX entre la libertad y el totalitarismo". En 1988 el secretario del Interior, Donald P. Hodel, concedió la condición de área protegida nacional (national landmark ) a la granja de Chambers, la Pipe Creek Farm. En 2001 algunos miembros de la administración de George W. Bush celebraron una ceremonia privada para conmemorar el centenario del nacimiento de Chambers. Entre los oradores estuvo William F. Buckley Jr.
En 2007 John Chambers hizo público que una biblioteca conteniendo los documentos de su padre se inauguraría, en 2008, en la granja Chambers de Maryland. Dijo que las instalaciones estarán a disposición de todos los estudiosos en tanto que biblioteca independiente, no integrada en una institución universitaria, para garantizar el acceso abierto.

El 6 de enero de 2010 la casa de campo de Pipe Creek Farm, en Medfield, en la que Whittaker Chambers escribió su libro “Testigo”, sufrió importantes daños a causa de un incendio, que se inició en un cuadro eléctrico de la entrada principal. 

En 2011, la escritora Elena María Vidal entrevistó a David Chambers acerca del legado de su abuelo. Partes de la entrevista fueron publicadas en la National Observer y en The American Conservative. 